# Poliona concinnus
Poliona concinnus är en insektsart som beskrevs av Dubovsky 1966. Poliona concinnus ingår i släktet Poliona och familjen dvärgstritar. Inga underarter finns listade i Catalogue of Life.